# یواس‌اس چسترفیلد کانتی (ال‌اس‌تی-۵۵۱)
یواس‌اس چسترفیلد کانتی (ال‌اس‌تی-۵۵۱) (به انگلیسی: USS Chesterfield County (LST-551)) یک کشتی بود که طول آن ۳۲۸ فوت (۱۰۰ متر) بود. این کشتی در سال ۱۹۴۴ ساخته شد.